# تومي بوي
تومي بوي (بالإنجليزية: Tommy Bowe)‏ هو لاعب اتحاد الرغبي بريطاني، ولد في 22 فبراير 1984 في Monaghan ‏ في جمهورية أيرلندا.

## وصلات خارجية
- تومي بوي عل موقع إسبنسكروم (الإنجليزية)
- تومي بوي على موقع ItsRugby.co.uk (الإنجليزية)